# Plethodontohyla brevipes
Plethodontohyla brevipes es una especie  de anfibios de la familia Microhylidae.

## Distribución geográfica y hábitat
Se encuentra en los bosques subtropicales húmedos y bosques montañosos de Madagascar, de donde es una especieendémica.

## Estado de conservación
Se encuentra amenazada de extinción por la pérdida de su hábitat natural.